# Pronotacantha concolor
Pronotacantha concolor är en insektsart som beskrevs av Henry 1997. Pronotacantha concolor ingår i släktet Pronotacantha och familjen styltskinnbaggar. Inga underarter finns listade i Catalogue of Life.